# Mirihi
Mirihi est une île inhabitée des Maldives. Son nom est celui d'une plante, le Wedelia calendulacea (en). C'est une des nombreuses îles-hôtel des Maldives, accueillant un hôtel depuis 1989, actuellement le Mirihi Island Resort.

## Géographie
Mirihi est située dans le centre des Maldives, au Sud de l'atoll Ari, dans la subdivision de Alif Dhaal.